# Aleksandër Xhuvani
Aleksandër Xhuvani (Ilbaszan, 1888. március 14. – Tirana, 1961. november 22.) albán nyelvész, pedagógus, tankönyv- és szótáríró. Pályája első szakaszában az elbasani tanítóképző intézet tanára, éveken át igazgatója, több tankönyv és iskolai szöveggyűjtemény szerkesztője volt. A második világháborút követően a kommunista rendszer által kedvezményezett tudósként elsősorban nyelvészeti, nyelvművelési és szótárírói munkát végzett.

## Életútja
Ilbaszanban, a mai Elbasanban született, alap- és középfokú iskoláit albániai és macedóniai görög tannyelvű iskolákban járta ki. 1902-től 1906-ig az Athéni Egyetem bölcsészettudományi karának hallgatója volt. Tanulmányai befejeztével, 1906 augusztusában Nápolyba utazott, ahol helyi arberes (olaszországi albán) értelmiségiekkel kötött ismeretséget. Közbenjárásukra tanári állást kapott a calabriai San Demetrio Corone Szent Adrián Kollégiumában (Collegio di San Adriano). 1909-ben hazatért szülővárosába, ahol az év végén megnyílt első albán tanítóképző intézet, a Shkolla Normale tanára lett. 1910-ben, az iskola hatósági bezáratásakor külföldre, ezúttal Egyiptomba ment, ahol előbb Kairóban, majd Alexandriában újságírásból élt. Albánia függetlenségének 1912-es kikiáltása után hazatért, újra elindította a Shkolla Normalét, és az 1913/1914-es tanévben az iskola igazgatója volt. 1918-ban irodalmi kört alapított Elbasanban.
Az elkövetkező évtizedekben elsősorban elbasani oktatótevékenysége kötötte le, de 1920 és 1922, majd 1929 és 1933 között a tiranai közoktatási minisztérium alkalmazásában Karl Gurakuqival együtt tankönyvek és iskolai szöveggyűjtemények szerkesztésével is foglalkozott. A közbeeső években, 1922 és 1929 között továbbra is az elbasani Shkolla Normale igazgatói feladatait látta el. A második világháborút követően, 1945 januárjától Kostaq Cipo közbenjárására a közoktatási minisztérium véglegesített alkalmazottja lett, feladata továbbra is iskolai szöveggyűjtemények kiadása volt. 1947 januárjától 1953 szeptemberéig a tiranai Tudományos Intézet nyelvészeti és irodalmi szakosztályában folyó munkát irányította, egyúttal 1947-től 1957-ig az intézet elnökségi tagja is volt. Ezzel párhuzamosan 1945 decemberétől az albán nemzetgyűlés képviselője volt, élete vége felé pedig a nemzetgyűlés alelnöki tisztségét is betöltötte.
Lánya, Semiramis Xhuvani az Enver Hoxha halála után a pártfőtitkári tisztséget megöröklő Ramiz Alia felesége lett.

## Munkássága és emlékezete
Az 1950-es évek előtt elsősorban pedagógusi és tankönyvírói tevékenysége volt jelentős, amelyért megkapta a Nép Tanítója kitüntetést is. 1916-tól alapító tagja volt az Albán Irodalmi Bizottságnak, 1945-től pedig az Albániai Írók és Művészek Szövetségének. A második világháborút követő kommunista korszakban az albán tudományos élet, azon belül a nyelvészet dédelgetett alakja volt, aki elsősorban az albán nyelv egységesítésének, a nyelvi norma kialakításának kérdéseivel foglalkozott. A nyelvművelés területén írt több cikket és egy könyvet is (Për pastërtinë e gjuhës shqipe, ’Az albán nyelv tisztaságáért’, Tirana, 1956). Emellett foglalkozott történeti nyelvészettel, közreműködött több szótár szerkesztési munkálataiban. Így például ő vezette az 1953-ban Budapesten megjelent albán–magyar szótár lektori munkaközösségét, valamint közreműködött az albán nyelv első értelmező szótárának szerkesztésében (Fjalor i gjuhës shqipe, ’Az albán nyelv szótára’, Tirana, 1954). 1961-ben az általa gondozott szöveggel jelent meg újra Kostandin Kristoforidhi eredetileg 1904-ben kiadott albán szótára.
1980-ban hat kötetbe rendezve adták ki összegyűjtött írásait. Szülővárosának egykori tanítóképző intézete, a Shkolla Normale, amelynek tanára és igazgatója is volt, halálának huszonötödik évfordulóján, 1986-ban felvette a nevét, 1991 óta pedig egyetemi címmel, Aleksandër Xhuvani Egyetem néven működik. Az elbasani várnegyedben álló szülőházában emlékkiállítást rendeztek be.